# Масауа (язык)
Масауа (исп. Mazahua) — индейский язык в Мексике, на котором говорит народ масауа. Относится к группе отопаме ото-мангской семьи языков. Число носителей — около 350 тыс. человек. Распространён в штатах Мехико и Мичоакан, а также в городе Мехико. Наиболее близкородственные языки: отоми и матлацинка. Выделяют несколько довольно схожих диалектов.
Является тональным языком: выделяют высокий, низкий и понижающийся тоны для всех слогов слова, за исключением последнего, на который падает ударение. Отличительной особенностью языка также является большое количество фонем (всего — около 60): 8 гласных звуков, 7 назальных гласных и 45 согласных фонем. Имеются абруптивные и имплозивные согласные, а также — глухие сонорные. Характерный порядок слов — VSO.

## Письменность
Алфавит центрального диалекта из издания 1960 года: a, ä, ā, b, bˀ, č, čˀ, d, dˀ, e, ë, ē, g, i, ī, j, jm, jñ, jw, jy, k, kˀ, kj, l, m, mˀ, n, ñ, nˀ, o, ö, ō, p, pj, r, s, š, sˀ, sj, t, tˀ, tj, u, ü, ū, w, y, yˀ, z, ž.

## Примеры лексики
- D’aja (один)
- Yeje (два)
- Jñii (три)
- Nziyo (четыре)
- Tsicha (пять)
- Ñanto (шесть)
- Jiarú (солнце)
- Ndeje (вода)
- Dyoo (собака)